# Дражевська Віра Артемівна
Віра Артемівна Дражевська (29 липня 1912 р., Харків — 19 вересня 1994 р., Нью-Йорк) — українська художниця.

## Біографія
Народилася у м. Харків. Її сестрою була літературознавиця Любов Дражевська. Батько — Артем (Артемій) Миколайович Дражевський, з селянської родини, колишній есер, діяч кооперативного руху (був репресований, помер у таборі 1939 р.). Мати — Олена Олександрівна (нар. Устінова), лікарка.
Навчалася у Харківському художньому інституті (1930—1934); Київському художньому інституті (1934—1936), Московському інституті підвищення кваліфікації художників (1936—1937). У Москву вона переїхала на певний час, щоб уникнути репресій, жертвою яких став її чоловік, художник Василь Седляр. Дочки — Тетяна (у шлюбі Федорова, двоє дітей) та Олена (в еміграції Хелен).
За спеціалізацією — графік та живописець. Працювала у галузі книжкової та станкової графіки, поліграфії, живопису. Основну частину творчої спадщини становлять графічні твори, зокрема ілюстрації до книжок.
Під час війни перебувала разом з матір'ю та сестрою на Кавказі, куди 1942 р. прийшли німці.
Під час радянського наступу 1943 р. разом з сестрою, а також давньою подругою сестер Аллою Гербурт-Йогансен вирушила на захід, тимчасово оселилися у Житомирі. Потім опинилися у Німеччині. 1951 р. переїхала у США, де розробила багато ілюстрацій для поштівок.
Членкиня об'єднання молодих художників України (1931—1933), Berufsverband Bildender Kunstler (Мюнхен, 1945—1951), об'єднань художників України в Америці (1952—1974). Твори зберігаються в Українському музеї у Нью-Йорку, Харківському художньому музеї.
Була відзначена на конкурсі Спілки українок Америки за ікону «Свята Ольга» (1970).

## Основні твори
- «Омелькова сім'я» (Мюнхен, 1948),
- «Russian Аssignment» Л. С. Стівенса (Нью-Йорк; Бостон, 1953);
- «Не сміємо забувати про голодне Різдво 1932 року в Україні»,
- «Початок голоду в Україні» (1952);
- «Дівчина з гілочками верби» (1953),
- «Мати» (1974),
- «Дівчина з півнями» (1980-і роки).